# Brussels Cycling Classic 2022
La 102e édition de la Brussels Cycling Classic, une course cycliste masculine sur route, a lieu en Belgique le 5 juin 2022. L'épreuve est disputée entre Bruxelles et Bruxelles. Elle fait partie du calendrier UCI ProSeries 2022 (deuxième niveau mondial) en catégorie 1.Pro. Elle est remportée par le Néerlandais Taco van der Hoorn de l'équipe Intermarché Wanty Gobert.

## Parcours
Le départ est donné à Bruxelles dans le parc du Cinquantenaire et l'arrivée se situe aussi à Bruxelles sur l'avenue Houba-de Strooper, dans le quartier de l'Atomium. Cette année, les coureurs se rendent dans la région de Grammont pour un double passage du Mur de Grammont, du Bosberg et du Congoberg. Le dernier passage au Mur de Grammont se situe à une cinquantaine de kilomètres de l'arrivée. La dernière côte est la montée de Heiligekruiswegstraat à Schepdaal à 14 kilomètres de l'arrivée.

## Équipes participantes
| WorldTeams (11)- Quick-Step Alpha Vinyl - Intermarché-Wanty-Gobert Matériaux - Lotto-Soudal - AG2R Citroën Team - Bora-Hansgrohe - Cofidis - Groupama-FDJ - Ineos Grenadiers - Israel-Premier Tech - BikeExchange-Jayco - UAE Team Emirates ProTeams (6)- Alpecin-Fenix - B&B Hotels-KTM - Bingoal Pauwels Sauces WB - Sport Vlaanderen-Baloise - Arkéa-Samsic - Uno-X Pro Cycling Team Équipes continentales (2)- Minerva Cycling Team - Tarteletto-Isorex |
| |

## Déroulement de la course
Un groupe de dix échappés fait la course en tête depuis le début de l'épreuve. Les fuyards comptent jusqu'à huit minutes d'avance sur le peloton. Le groupe de tête encore fort de huit unités finit par résister au retour du peloton emmené principalement par Victor Campenaerts. Lors de l'arrivée en légère déclivité, Thimo Willems est dépassé dans les derniers mètres par Taco van der Hoorn qui franchit la ligne d'arrivée en vainqueur.

## Classements

### Classement final
| \| Classement général \| Classement général \| Classement général \| Classement général \| Classement général \| \| Coureur \| Coureur \| Pays \| Équipe \| Temps \| \| ------------------ \| ------------------ \| ------------------ \| ---------------------------------- \| ------------------ \| \| 1er \| Taco van der Hoorn \| Pays-Bas \| Intermarché-Wanty-Gobert Matériaux \| 4 h 45 min 03 s \| \| 2e \| Thimo Willems \| Belgique \| Minerva Cycling Team \| + 0 s \| \| 3e \| Tobias Bayer \| Autriche \| Alpecin-Fenix \| + 0 s \| \| 4e \| Rune Herregodts \| Belgique \| Sport Vlaanderen-Baloise \| + 7 s \| \| 5e \| Gilles De Wilde \| Belgique \| Sport Vlaanderen-Baloise \| + 7 s \| \| 6e \| Arjen Livyns \| Belgique \| Bingoal Pauwels Sauces WB \| + 7 s \| \| 7e \| Bram Welten \| Pays-Bas \| Groupama-FDJ \| + 7 s \| \| 8e \| Gianni Marchand \| Belgique \| Tarteletto-Isorex \| + 10 s \| \| 9e \| Alexander Kristoff \| Norvège \| Intermarché-Wanty-Gobert Matériaux \| + 23 s \| \| 10e \| Laurenz Rex \| Belgique \| Bingoal Pauwels Sauces WB \| + 23 s \| |                    |          |                                    |                 |
| |                    |          |                                    |                 |
| Source : ProCyclingStats |                    |          |                                    |                 |
| Classement général |                    |          |                                    |                 |
| Coureur | Coureur            | Pays     | Équipe                             | Temps           |
| 1er | Taco van der Hoorn | Pays-Bas | Intermarché-Wanty-Gobert Matériaux | 4 h 45 min 03 s |
| 2e | Thimo Willems      | Belgique | Minerva Cycling Team               | + 0 s           |
| 3e | Tobias Bayer       | Autriche | Alpecin-Fenix                      | + 0 s           |
| 4e | Rune Herregodts    | Belgique | Sport Vlaanderen-Baloise           | + 7 s           |
| 5e | Gilles De Wilde    | Belgique | Sport Vlaanderen-Baloise           | + 7 s           |
| 6e | Arjen Livyns       | Belgique | Bingoal Pauwels Sauces WB          | + 7 s           |
| 7e | Bram Welten        | Pays-Bas | Groupama-FDJ                       | + 7 s           |
| 8e | Gianni Marchand    | Belgique | Tarteletto-Isorex                  | + 10 s          |
| 9e | Alexander Kristoff | Norvège  | Intermarché-Wanty-Gobert Matériaux | + 23 s          |
| 10e | Laurenz Rex        | Belgique | Bingoal Pauwels Sauces WB          | + 23 s          |

### Classements UCI
La course attribue des points au Classement mondial UCI 2022 selon le barème suivant.
| Position           | 1er | 2e  | 3e  | 4e  | 5e | 6e | 7e | 8e | 9e | 10e | 11e | 12e | 13e | 14e | 15e | 16e à 30e | 31e à 40e |
| Classement général | 200 | 150 | 125 | 100 | 85 | 70 | 60 | 50 | 40 | 35  | 30  | 25  | 20  | 15  | 10  | 5         | 3         |